# NGC 3316
NGC 3316 ist eine linsenförmige Galaxie vom Hubble-Typ SB0 im Sternbild Wasserschlange südlich des Himmelsäquators. Sie ist schätzungsweise 167 Millionen Lichtjahre von der Milchstraße entfernt, hat einen Durchmesser von etwa 70.000 Lj und ist Mitglied des Hydra-Galaxienhaufens.
Im selben Himmelsareal befinden sich u. a. die Galaxien NGC 3309, NGC 3311, NGC 3312, NGC 3314.
Das Objekt am 26. März 1835 von John Herschel entdeckt.